# Damian Hopley
Damian Paul Hopley (Londra, 12 aprile 1970) è un ex rugbista a 15 e dirigente sportivo britannico, nazionale inglese, centro/ala del London Wasps e attualmente direttore dell’associazione rugbisti professionisti inglesi.

## Biografia
Il ruolo d'elezione di Hopley era quello di ala (destra o sinistra), anche se spesso ha giocato come centro. Entrò nel London Wasps nel 1990 ed esordì in prima squadra nel 1992, rimanendo fino al 1998. In quell'anno, a soli 28 anni d'età, fu costretto al ritiro per via di una lunga serie di infortuni. Vanta 3 presenze per l'Inghilterra maggiore, due delle quali nel corso della Coppa del Mondo di rugby 1995.
Dopo il ritiro, Hopley si impegnò nella tutela della salute dei giocatori, e divenne direttore esecutivo dell'associazione rugbysti professionisti inglesi (PRA, Professional Rugby Players' Association), incarico che ricopre ancora dopo la riconferma giunta nel 2006.
Tra i suoi più recenti pronunciamenti come capo dell'associazione, la richiesta di un periodo obbligatorio di riposo in mezzo alla stagione di campionato per i giocatori.